# ヴィタリ・オフラメンコ
ヴィタリ・オフラメンコ（英語: Vitaly Akhramenko, ベラルーシ語: Віталь Ахраменка（ヴィタリー・アフラメーンカ）、1977年11月22日 - ）は、ベラルーシの男性キックボクサー。ミンスク出身。チヌックジム所属。身長192cm、体重97kg。
アレクセイ・イグナショフと中学時代からの同級生。
バックボーンはムエタイ。パンチでもキックでも相手をKOできる能力を持つテクニシャン。アシュウイン・バルラック、ジャビット・バイラミ、
フレディ・ケマイヨと言った実力派キックボクサー達にも勝っている隠れた強豪選手

## 来歴
2003年6月14日、K-1 WORLD GP 2003 in Parisではジェロム・レ・バンナと対戦。2RKO負け。
2005年4月16日、K-1 Italy GP 2005 in Milanでバダ・ハリと対戦し、判定負け。
2005年6月12日にグーカン・サキに敗れて以降、4年もの間リングから遠ざかっていたが、2009年に復帰。
2011年にはFight Codeのトーナメントで優勝を果たした。
2013年8月4日にジェロム・レ・バンナと10年ぶりに再戦するも前回同様に2RKO負け。連勝は13でストップした

## 戦績
54戦/44勝/9敗/18KO
| 勝敗 | 対戦相手                       | 試合結果                             | 大会名                                                     | 開催年月日     |
| ×    | ジェロム・レ・バンナ           | 2R KO（3ノックダウン：右ローキック） | Fight Night Saint Tropez                                   | 2013年8月4日   |
| ○    | フレディ・ケマイヨ             | 3R終了 判定                          | Fight Code: Rhinos Series, Finals                          | 2011年11月26日 |
| ○    | Pacome Assi                    | 3R終了 判定                          | Fight Code: Rhinos Series, Semi Finals                     | 2011年10月22日 |
| ○    | Zamig Athakishiyev             | ３R終了 判定                         | Fight Code: Rhinos Series, Quarter Finals                  | 2011年8月13日  |
| ○    | Ivan Stanić                    | 3R終了 判定                          | Fight Code: Rhinos Series, Final 16                        | 2011年5月1日   |
| ○    | ギヨルギー・ミハリク           | 5R終了 判定                          | Wako-Pro World Grand Prix 2011: Hungary vs Croatia         | 2011年5月1日   |
| ○    | トーマス・コホウト             | 判定                                 | Fight Code Rhinos Series, 1st Round                        | 2011年2月5日   |
| ○    | アシュウィン・バルラック       | 5R終了 判定                          | タトネフチ・アリーナ・ワールドカップ2010 決勝戦            | 2010年10月22日 |
| ○    | ラマザン・ラマザノフ           | 4R終了 判定                          | タトネフチ・アリーナ・ワールドカップ2010 準決勝            | 2010年7月29日  |
| ○    | アレクサンドル・ヴェゼヴァトフ | 4R2:57 KO（左ハイキック）            | タトネフチ・アリーナ・ワールドカップ2010 2回戦             | 2010年5月13日  |
| ○    | エフゲニー・マカロフ           | 3R TKO（レフェリーストップ）         | Fight Club "The Octopus"                                   | 2010年4月11日  |
| ○    | ディノ・カティポヴィッチ       | 1R2:16 KO（パンチ）                  | タトネフチ・アリーナ・ワールドカップ2010 1回戦             | 2010年3月15日  |
| ○    | セルゲイ・ドニ                 | 3R終了 判定                          | Fight Club "The Octopus"                                   | 2009年12月13日 |
| ○    | エフゲニー・マカロフ           | 3R終了 判定                          | インペリアル・タイボクシング・トーナメント                 | 2009年9月6日   |
| ×    | グーカン・サキ                 | 4R KO                                | It's Showtime                                              | 2005年6月12日  |
| ○    | ピーター・マエストロビッチ     | 3R終了 判定                          | K-1 Slovakia 2005                                          | 2005年5月6日   |
| ×    | バダ・ハリ                     | 3R終了 判定0-3                       | K-1 Italy GP 2005 in Milan                                 | 2005年4月16日  |
| ×    | グレゴリー・トニー             | 3R終了 判定                          | フランス                                                   | 2005年3月12日  |
| ○    | ムラデン・ブレストバッチ       | 3R終了 判定                          | Heaven or Hell 5                                           | 2004年12月19日 |
| ○    | クリストフェ・カロン           | 1R0:30 KO（ローキック）              | Noc Bojovníkov                                             | 2004年10月30日 |
| ○    | ティハメール・ブルンナー       | 3R終了 判定                          | Heaven or Hell 4                                           | 2004年10月25日 |
| ○    | ジャビット・バイラミ           | 5R終了 判定                          | K-1 WKA Championships                                      | 2004年9月18日  |
| ×    | ユルゲン・クルト               | 3R終了 判定                          | K-1 Italy GP 2004 in Milan                                 | 2004年4月24日  |
| ○    | フレディ・ケマイヨ             | 3R終了 判定                          | K-1 Italy GP 2004 in Milan                                 | 2004年4月24日  |
| ○    | アンテ・ヴァルニカ             | 3R終了 判定                          | K-1 Italy GP 2004 in Milan                                 | 2004年4月24日  |
| ○    | デューウィー・クーパー         | 5R終了 判定                          | K-1 Final Fight Stars War in Zagreb                        | 2003年10月31日 |
| ×    | ジェロム・レ・バンナ           | 2R 2:32 KO（右ストレート）           | K-1 WORLD GP 2003 in PARIS                                 | 2003年6月14日  |
| ○    | セルゲイ・グール               | 5R終了 判定                          | Cup of Arbatトーナメント決勝戦                             | 2003年4月16日  |
| ○    | アンドレイ・キンドリッチ       | 4R終了 判定                          | Cup of Arbat トーナメント準決勝                            | 2003年4月9日   |
| ○    | ビスラン・ドカエフ             | 2R TKO（タオル投入）                 | Cup of Arbat トーナメント1回戦                             | 2003年4月2日   |
| ×    | ユルゲン・クルト               | 5R終了 判定                          | K-1 WORLD GP 2003 スカンジナビア大会                       | 2003年6月12日  |
| △    | アゼム・マクスタイ             | 5R終了 判定                          | K-1 CROATIA GP 2002                                        | 2002年4月13日  |
| ○    | タケル                         | 5R終了 判定                          | K-1 CZECH GP 2001 プラハ大会                               | 2001年12月1日  |
| ×    | ペリー・ウベダ                 | 5R終了 判定                          | IT'S SHOWTIME - EXCLUSIVE                                  | 2000年10月22日 |
| ○    | 選手名不明（オランダ人）       | 1R KO                                | Boxing Club "Reaktor"                                      | 2000年3月13日  |
| ○    | アンドレイ・カミロフ           | 4R終了 判定                          | WAKO第12回ワールド・キックボクシング・チャンピオンシップス | 1999年11月28日 |
| ○    | サウリ・ヤンフネン             | 5R0:54 TKO（レフェリーストップ）     | IFMA キングスカップ                                        | 1999年         |
| ○    | 選手名不明（ロシア人）         | 5R終了 判定                          | Boxing Club "Reaktor":Belarus VS Russia                    | 1999年1月28日  |
| ○    | アンドレイ・クラコフ           | 5R終了 判定                          | ユーロピアン・オープン･ムエタイ・チャンピオンシップス      | 1998年11月2日  |

## 獲得タイトル
- 欧州オープン・ムエタイ選手権 金メダル
- WAKO世界選手権 ムエタイ 金メダル
- Cup of Arbatトーナメント（-93kg）優勝
- タトネフチアリーナワールドカップ2010（＋80kg）優勝
- Fight Code: Rhinos Series優勝